# Abda, Győr-Moson-Sopron
Abda  este un sat în districtul Győr, județul Győr-Moson-Sopron, Ungaria, având o populație de 3.077 de locuitori (2011). 

## Demografie
Componența etnică a satului Abda
     Maghiari (97,17%)
     Germani (1,88%)
     Necunoscut (0,6%)
     Alții (0,35%)
Componența confesională a satului Abda
     Romano-catolici (56,48%)
     Fără religie (9,36%)
     Luterani (3,93%)
     Reformați (2,63%)
     Atei (1,3%)
     Necunoscută (25,93%)
     Greco-catolici (0,36%)
     Alte religii (0,52%)
Conform recensământului din 2011, satul Abda avea 3.077 de locuitori. Din punct de vedere etnic, majoritatea locuitorilor (97,17%) erau maghiari, cu o minoritate de germani (1,88%). Apartenența etnică nu este cunoscută în cazul a 0,6% din locuitori.  Din punct de vedere confesional, majoritatea locuitorilor (56,48%) erau romano-catolici, existând și minorități de persoane fără religie (9,36%), luterani (3,93%), reformați (2,63%) și atei (1,3%). Pentru 25,93% din locuitori nu este cunoscută apartenența confesională.